# 30e régiment d'infanterie « comte Werder » (4e régiment d'infanterie rhénan)
Pour les articles homonymes, voir 30e régiment.
Le 30e régiment d'infanterie « comte Werder » (4e régiment d'infanterie rhénan) (Infanterie-Regiment "Graf Werder" (4. Rheinisches) Nr. 30) est une unité de l'armée prussienne puis de l'armée impériale allemande. Elle fut rattachée au 16e corps d'armée de 1890 à 1918.

## Historique
Le 30e régiment d'infanterie est une des unités issues de la Légion russo-allemande constituée pendant l'hiver 1812-1813, sous commandement russe, à partir de prisonniers et déserteurs allemands de la Grande Armée napoléonienne. En 1813-1814, il sert dans l'armée du Nord de Bernadotte. 
Le 26 février 1815, il est intégré à l'armée prussienne. Il prend part à la bataille de Ligny (16 juin 1815) où il résiste à plusieurs attaques de cavalerie et d'infanterie françaises, et à celle de Wavre (18-19 juin 1815) où le 3e corps prussien empêche le corps français d'Emmanuel de Grouchy de rejoindre Napoléon à Waterloo. 
Après la fin de la guerre, il est placé en garnison à Sarrelouis. En mars 1871, l'unité est stationnée à Thionville, avant d'être démobilisée. 
En avril 1876, l'unité est stationnée à Sarrelouis dans la caserne VI. En 1889, le régiment est baptisé « comte Werder ». Ses effectifs renforcent le 130e régiment d'infanterie en 1881, le 65e régiment d'infanterie en 1887 et le 145e régiment d'infanterie du Roi en 1890.

## Première Guerre mondiale
Au cours de la guerre 1914-1918, l'unité a combattu sur de nombreux secteurs du front.
- 1914: Longwy, Meuse, Marne
- 1915 : Argonne, Champagne
- 1916 : Argonne, Verdun, Fossenwald dans les Vosges
- 1917/1918 : Lorraine, Argonne, Flandres.

## Chefs de régiment
| Grade                  | Nom                     | Date                                 |
| ---------------------- | ----------------------- | ------------------------------------ |
| General der Infanterie | Ludwig Gustav von Thile | 12 septembre 1842 au 24 août 1861    |
| General der Infanterie | August von Werder       | 16 janvier 1871 au 12 septembre 1887 |
| General der Infanterie | Otto von Strubberg      | 8 août 1889 au 9 novembre 1908       |

## Commandants
| Grade                 | Nom                                               | Date                                                 |
| --------------------- | ------------------------------------------------- | ---------------------------------------------------- |
| Oberstleutnant/Oberst | Wilhelm von Ditfurth                              | 31 mars 1815 au 29 mars 1830                         |
| Oberstleutnant        | Wilhelm von Zastrow                               | 30 mars au 20 novembre 1830 (chargé de la direction) |
| Oberstleutnant        | Wilhelm von Zastrow                               | 21 novembre 1830 au 29 mars 1833                     |
| Oberst                | Gottfried von Bockelmann (de)                     | 30 mars 1833 au 29 mars 1835                         |
| Oberst                | Heinrich von Sack                                 | 30 mars 1835 au 29 mars 1837                         |
| Oberst                | Karl von Rudorff                                  | 30 mars 1837 au 29 mars 1839                         |
| Oberst                | Albrecht von Burski (de)                          | 30 mars 1839 au 6 avril 1842                         |
| Oberst                | Karl von Walther (de)                             | 7 avril 1842 au 8 mars 1848                          |
| Oberstleutnant        | Woldemar von Trotha (de)                          | 9 mars au 6 mai 1848 (chargé de la direction)        |
| Oberstleutnant/Oberst | Woldemar von Trotha                               | 7 mai 1848 au 24 septembre 1849                      |
| Oberst                | Friedrich Wiesner                                 | 25 septembre 1849 au 21 septembre 1851               |
| Oberstleutnant/Oberst | Wilhelm Hencke (de)                               | 22 septembre 1851 au 29 novembre 1855                |
| Oberst                | Alexander von Vietinghoff genannt von Scheel (de) | 30 novembre 1855 au 7 juillet 1858                   |
| Oberst                | Georg Friedrich von Großmann                      | 8 juillet 1858 au 5 mai 1862                         |
| Oberst                | Leonhard von Selchow (de)                         | 6 mai 1862 au 19 juillet 1866                        |
| Oberstleutnant/Oberst | Hermann von Koblisnki                             | 20 juillet 1866 au 17 juillet 1870                   |
| Oberstleutnant/Oberst | Oskar von Nachtigal (de)                          | 18 juillet 1870 au 25 janvier 1875                   |
| Oberst                | Albert Einecke                                    | 26 janvier 1875 au 8 juillet 1878                    |
| Oberst                | Wilhelm von Schon                                 | 9 juillet 1878 au 1er mars 1880                      |
| Oberstleutnant/Oberst | Wilhelm von Tschischwitz (de)                     | 2 mars 1880 au 11 mars 1881 (chargé de la direction) |
| Oberst                | Wilhelm von Tschischwitz                          | 12 mars 1881 au 14 mai 1883                          |
| Oberst                | Felix Streccius (de)                              | 15 mai 1883 au 21 mars 1887                          |
| Oberst                | Friedrich Bothe                                   | 22 mars 1888 au 19 septembre 1890                    |
| Oberst                | Theodor Gissot                                    | 20 septembre 1890 au 20 avril 1894                   |
| Oberst                | August Dühring                                    | 21 avril 1894 au 16 juin 1897                        |
| Oberst                | Gustav von Dreising (de)                          | 17 juin 1897 au 17 mai 1901                          |
| Oberst                | Emil Bußler                                       | 18 mai au 7 septembre 1901                           |
| Oberstleutnant/Oberst | Otto Griepenkerl                                  | 8 septembre 1901 au 9 avril 1906                     |
| Oberst                | Otto von Sydow                                    | 10 avril 1906 au 17 mai 1907                         |
| Oberst                | Albert von Freyhold (de)                          | 18 mai 1907 au 18 août 1909                          |
| Oberst                | Heinrich Schmidt von Knobelsdorf                  | 19 août 1909 au 26 janvier 1913                      |
| Oberst                | Theodor Teetzmann                                 | 27 janvier 1913 au 29 septembre 1914                 |
| Oberstleutnant        | Franz Lindemann                                   | 30 septembre au 25 novembre 1914                     |
| Oberstleutnant        | Franz Andrè                                       | 26 novembre 1914 au 25 décembre 1916                 |
| Oberstleutnant        | Josef Barth                                       | 26 décembre 1916 au 14 février 1919                  |
| Oberst                | Paul Krause                                       | 15 février au 15 avril 1919                          |

## Sources
- Ernst Schmidt, Oskar-Bernhard von Woedtke : Geschichte des Infanterie-Regiments Graf Werder (4. Rhein.) Nr. 30 1914/18. Berlin, 1929.